# Mollisia cinerella
Mollisia cinerella är en svampart. Mollisia cinerella ingår i släktet Mollisia och familjen Dermateaceae.

## Underarter
Arten delas in i följande underarter:
- caespitosa
- cinerella